# 林尚輝
林 尚輝（はやし なおき、1998年6月9日 - ）は、大阪府堺市出身のプロサッカー選手。Jリーグ・東京ヴェルディ所属。ポジションはディフェンダー（センターバック）。

## 略歴
リープエースからリップエースジュニアに昇格。
立正大学淞南高校に進学。
大学では大阪体育大学に進学し、学業面でも3年連続で優秀賞に選出されるなど文武両道を実現。
2021年より鹿島アントラーズに入団し、出世番号と呼ばれる「23」番を着用した。6月20日の仙台戦でJリーグ初出場。
2022年12月22日、東京ヴェルディへ期限付き移籍。2023年4月8日の清水戦でJリーグ初ゴールを記録。
2024年12月25日、染野唯月とともに東京ヴェルディへの完全移籍での加入が発表された。
2025年4月2日のFC東京戦(東京ダービー)でヘディングでゴールを決め、これがJ1での初ゴールとなった。

## 所属クラブ
- RIP ACEジュニア
- RIP ACEジュニアユース
- 立正大学淞南高校
- 大阪体育大学
- 2021年 - 2024年  鹿島アントラーズ
  - 2023年 - 2024年  東京ヴェルディ（期限付き移籍）
- 2025年 -  東京ヴェルディ

## 個人成績
| 国内大会個人成績 | 国内大会個人成績 | 国内大会個人成績 | 国内大会個人成績 | 国内大会個人成績 | 国内大会個人成績 | 国内大会個人成績 | 国内大会個人成績 | 国内大会個人成績 | 国内大会個人成績 | 国内大会個人成績 | 国内大会個人成績 |
| 年度             | クラブ           | 背番号           | リーグ           | リーグ戦         | リーグ戦         | リーグ杯         | リーグ杯         | オープン杯       | オープン杯       | 期間通算         | 期間通算         |
| 年度             | クラブ           | 背番号           | リーグ           | 出場             | 得点             | 出場             | 得点             | 出場             | 得点             | 出場             | 得点             |
| 日本             | 日本             | 日本             | 日本             | リーグ戦         | リーグ戦         | リーグ杯         | リーグ杯         | 天皇杯           | 天皇杯           | 期間通算         | 期間通算         |
| ---------------- | ---------------- | ---------------- | ---------------- | ---------------- | ---------------- | ---------------- | ---------------- | ---------------- | ---------------- | ---------------- | ---------------- |
| 2021             | 鹿島             | 23               | J1               | 6                | 0                | 8                | 1                | 3                | 1                | 17               | 2                |
| 2022             | 鹿島             | 23               | J1               | 1                | 0                | 0                | 0                | 0                | 0                | 1                | 0                |
| 2023             | 東京V            | 13               | J2               | 23               | 3                | -                | -                | 0                | 0                | 23               | 3                |
| 2024             | 東京V            | 4                | J1               | 29               | 0                | 1                | 0                | 2                | 0                | 32               | 0                |
| 2025             | 東京V            | 4                | J1               |                  |                  |                  |                  |                  |                  |                  |                  |
| 通算             | 日本             | 日本             | J1               | 36               | 0                | 9                | 1                | 5                | 1                | 50               | 2                |
| 通算             | 日本             | 日本             | J2               | 23               | 3                | -                | -                | 0                | 0                | 23               | 3                |
| 総通算           | 総通算           | 総通算           | 総通算           | 59               | 3                | 9                | 1                | 5                | 1                | 73               | 5                |

出場歴
- Jリーグ初出場 - 2021年6月20日 J1第18節 ベガルタ仙台戦 (県立カシマサッカースタジアム)
- Jリーグ初得点 - 2023年4月8日 J2第8節 清水エスパルス戦 (IAIスタジアム日本平)
- その他の公式戦
  - 2023年 J1昇格プレーオフ 2試合0得点

## タイトル

### クラブ
大阪体育大学
- 関西学生サッカーリーグ：2回（2019年、2020年）